# Jane Wang
Jane Wang (* 24. August 1957 in Oxford) ist eine britisch-amerikanische Kontrabassistin und Komponistin.

## Leben und Wirken
Wang studierte bei Cecil McBee, Dave Zox, Michael Willens, Joe Maneri und Bob Gullotti. Sie begann ihre musikalische Laufbahn erst im Alter von über dreißig Jahren, nachdem sie zuvor in der Film- und Computerindustrie gearbeitet hatte.
Als Komponistin arbeitete sie mehrfach mit der Puppenspielerin und Performancekünstlerin Hanne Tierney zusammen, so schrieb sie die Musik für das von deren Theater Without Actors aufgeführtes Stück Salome, das mit einem Obie Award ausgezeichnet wurde. Auch für Renita Martin komponierte sie: u. a. die Musik zu deren Soloprogramm Five Bottles In a Six Pack und zu dem Stück It Is The Seeing, das 2008 am Cherry Lane Theater aufgeführt wurde.
Wang war Mitglied der Gruppe für neue Musik Human Connection des Komponisten Kenji Kikuchi, für die sie gleichfalls mehrere Stücke komponierte. Sie ist weiterhin Mitglied des „Cyber-Kollektivs“ von Komponisten ~chromatik_d_zabu.tmp. Ihr Stück Numero Uno wurde in die Sammlung 2007/International Mix von Robert Voiseys Projekt 60x60 aufgenommen, zu dem 60 Komponisten je 60 Stücke beitrugen.
In Tanzprojekten arbeitete Wang u. a. mit Anika Tromholt Kristensen, Olivier Besson, Shakti Smith, Rick Roberts, Melanie Hedlund, Gene Broadway, Su Eaton und Olivier Besson. Am Museum Ludwig und dem Mu Theater in Budapest realisierte sie Projekte mit der Tänzerin Liz Roncka und dem Perkussionisten Grant Smith.
Als Instrumentalistin trat Wang mit Gruppen wie dem ungarischen The Balvanyos Ensemble, Mark Harveys Aardvark Jazz Orchestra, Butch Morris’ Phantomstation, Angelamia Bachemins Sextett, Keith Papas Daddio's Big Band und Tony Owens Maasai und mit Musikern wie Carolyn Castellano, Chieko Hayashi, Sabir Mateen, Stan Strickland, Allan Chase, Andrew D’Angelo, Oscar Noriega, Satoko Fujii und Natsuki Tamara, Hakim Law, Taylor Ho Bynum, Jorrit Dijkstra, Dominique Eade, Tom Hall, Brian Carpenter, dem haitianischen Singer-Songwriter Gifrants, der mexikanischen Sängerin und Tänzerin Veronica Robles und der Salsa-Merengue-Gruppe von Julio Bare zusammen.

## Diskographie
- Gifrants: Serenade by Gifrants, 1996
- The Lydian People’s Front: Laundry for the Nineties, 1996
- Ryo Hashizume: And Then You Heard Tales, 1997
- Ryo Hashizume: In A Stranger’s Hand, 1998
- Takeshi Asai: Somewhere In The Universe, 1999
- Molly Flannery Quintet: Slow Dance At The Asylum, 1999
- Osamu Moriyama: Invisible, 2000
- James Falzone: The Already and The Not Yet, 2000
- Sabir Mateen: Secrets of When, 2001
- Gifrants: Twoubadou Sek, 2001
- Binary System: Invention Box, 2001
- Vattel Cherry's bassrespänse, 2001
- Aardvark Jazz Orchestra: Bethlehem COUNTERPOINT, 2002
- Solaris: Legend of the Sea, 2003
- First Time Out - Waterfront Park String Band, 2004
- More Than A Dream - Soul Station Live in Baltimore, 2004
- The Sabir Mateen Quartet: Other Places Other Spaces, 2008